# 姜璉
姜璉（1427年—1482年），字廷器，浙江金華府蘭谿縣人，民籍，明朝政治人物。

## 生平
景泰四年（1453年）癸酉科浙江鄉試第一百一名舉人，天順四年（1460年）中式庚辰科會試第七十五名，二甲第五十名進士。授寧海州知州，成化七年（1471年）升贛州府知府，調永平府知府。

## 家族
曾祖姜子明；祖父姜仲威；父姜仕毅，徽州府經歷。從子姜芳。